# Herman Tillemans

Aankomst van Bisschop Tillemans in Kepi in het aartsbisdom Merauke

Herman Tillemans (Grave, 31 juli 1902 - 23 augustus 1975) was een Nederlands missionaris en aartsbisschop van de Rooms-Katholieke Kerk, werkzaam in Indonesië.
Tillemans werd in 1928 priester gewijd bij de congregatie van het Heilig Hart van Jezus. Vervolgens vertrok hij naar Nieuw-Guinea, waar hij 44 jaar als missionaris werkzaam was. In 1935-1936 nam hij als tolk van de antropoloog Hendrik Bijlmer deel aan de Mimika-expeditie naar het bergland van Nieuw-Guinea.
Tillemans werd op 25 juni 1950 benoemd tot apostolisch vicaris van Merauke (destijds Nederlands-Nieuw-Guinea). Hij werd gelijktijdig benoemd tot titulair bisschop van Berissa. Zijn bisschopswijding vond plaats op 5 november 1950. Toen het apostolisch vicariaat van Merauke op 15 november 1966 werd omgezet in een aartsbisdom werd Tillemans benoemd tot eerste aartsbisschop.
Tillemans ging op 26 juni 1972 met emeritaat.